# Гарсия Пласа, Луис
Луис Гарсия Пласа (исп. Luis García Plaza; род. 1 декабря 1972, Мадрид) — испанский футболист и футбольный тренер. В бытность игроком выступал на позиции центрального защитника.

## Карьера игрока
Будучи игроком, Гарсия никогда не выступал в лиге уровнем выше Сегунды B. Родившийся в Мадриде, он занимался футболом в местном «Атлетико». На протяжении трёх сезонов Гарсия играл за его резервную команду, после чего перешёл в «Еклано», где среди его одноклубников были Хосе Луис Ольтра и Паулино.
В 1995 году Гарсия перешёл в мадридский «Райо Вальекано», где также играл за его Райо Вальекано Б. При этом заканчивал он свой единственный сезон в этом клубе, будучи отданным в аренду команде «Талавера». В 1996 году Гарсия подписал контракт с «Бенидормом», проведя за эту команду из провинции Аликанте следующие четыре года.
Гарсия был вынужден завершить свою карьеру из-за травмы в 2000 году, в возрасте всего 27 лет.

## Тренерская карьера
Тренерская карьера Гарсии началась в 2001 году с работы в любительском клубе «Альтеа». Спустя два года он возглавил другой валенсийский клуб — «Вильяхойосу», выступавшую тогда в Сегунде B.
В сезоне 2005/2006, после очень короткого периода работы в «Альтеа», Гарсия возглавил резервную команду «Вильярреала», приведя её к победе в Терсере. Но его команде по итогам последовавшего плей-офф не удалось добиться продвижения в Сегунду B. Затем Гарсия подписал контракт с «Эльче», выступавшим тогда в Сегунде. 7 января 2007 года после домашней ничьи (1:1) с «Кадисом» он был уволен со своего поста («Эльче» в итоге же сохранил своё место в дивизионе).
Отработав один сезон в «Бенидорме» Гарсия был назначен главным тренером «Леванте», сумев со второй попытки вернуть его в Ла Лигу после трёхлетнего отсутствия там. В сезоне 2010/11 он привёл команду к 14-му месту в Ла Лиге. К успехам «Леванте» в той кампании можно отнести домашние игры: победу со счётом 2:0 над «Атлетико Мадрид» и ничьи с мадридским «Реалом» (0:0) и «Барселоной» (1:1).
8 июня 2011 года Гарсия подписал контракт с «Хетафе» сроком на три года. В своём дебютном сезоне он привёл мадридскую команду к 11-му месту, а в следующей году улучшил этот показатель на один пункт.
Гарсия был уволен 10 марта 2014 года после того, как «Хетафе» сумел добиться всего четырёх ничей в серии из 12 игр. В следующие два года он работал в эмиратском клубе «Бани Яс», выступавшем тогда в местном Первом дивизионе.
В июне 2017 года Гарсия был назначен главным тренером клуба Первой лиги Китая «Бэйцзин Жэньхэ». Соглашение было рассчитано на пять месяцев. В свой первый сезон пребывания там Гарсия сумел вернуть этот клуб в китайскую Суперлигу. Под его руководством команда одержала 13 побед при двух ничьих и трёх поражениях. 9 ноября он продлил контракт с китайским клубом.
Гарсия вернулся в «Вильярреал» 10 декабря 2018 года, сменив уволенного Хавьера Кальеху у руля основной команды. Проработав всего один месяц на этом посту, он ввиду отсутствия побед в чемпионате также был освобождён от своих обязанностей.
9 июля 2019 года Гарсия вернулся в «Бэйцзин Жэньхэ» после отставки главного тренера Александра Станоевича. 18 ноября он оставил его после вылета команды из лиги. Под его руководством «Бэйцзин Жэньхэ» из 11 проведённых игр, не выиграл ни одной и лишь две свёл к ничьей. До конца года Гарсия успел найти новую работу, возглавив саудовский «Аль-Шабаб», занимавший на тот период девятое место в Саудовской профессиональной лиге.
6 августа 2020 года Гарсия сменил перешедшего на работу в «Эспаньол» Висенте Морено на посту главного тренера «Мальорки», выступавшей тогда в Сегунде. По итогам сезона 2020/21 «Мальорка» под его руководством заняла второе место в дивизионе, таким образом обеспечив себе выход в Ла Лигу. 22 марта 2022 года, когда «Мальорка» находилась в зоне вылета Ла Лиги, Гарсия был уволен.

## Статистика тренера
| Команда        | Начало работы    | Окончание работы | Результаты | Результаты | Результаты | Результаты | Результаты | Примечания |
| Команда        | Начало работы    | Окончание работы | И          | В          | Н          | П          | % побед    | Примечания |
| -------------- | ---------------- | ---------------- | ---------- | ---------- | ---------- | ---------- | ---------- | ---------- |
| Альтеа         | 1 июля 2001      | 30 июня 2003     | 68         | 35         | 22         | 11         | 051,47     | [ 25 ]     |
| Вильяхойоса    | 30 июня 2003     | 30 мая 2005      | 76         | 31         | 16         | 29         | 040,79     |            |
| Альтеа         | 30 мая 2005      | 30 мая 2005      | 0          | 0          | 0          | 0          | —          |            |
| Вильярреал B   | 30 мая 2005      | 1 июля 2006      | 46         | 32         | 11         | 3          | 069,57     | [ 26 ]     |
| Эльче          | 1 июля 2006      | 7 января 2007    | 21         | 5          | 7          | 9          | 023,81     |            |
| Бенидорм       | 1 июля 2007      | 19 июля 2008     | 40         | 16         | 12         | 12         | 040,00     |            |
| Леванте        | 20 июля 2008     | 7 июня 2011      | 128        | 51         | 34         | 43         | 039,84     |            |
| Хетафе         | 8 июня 2011      | 10 марта 2014    | 113        | 34         | 29         | 50         | 030,09     |            |
| Бани Яс        | 10 июля 2014     | 18 марта 2016    | 63         | 22         | 19         | 22         | 034,92     | [ 27 ]     |
| Бэйцзин Жэньхэ | 8 июня 2017      | 10 декабря 2018  | 50         | 22         | 14         | 14         | 044,00     |            |
| Вильярреал     | 10 декабря 2018  | 29 января 2019   | 9          | 1          | 5          | 3          | 011,11     |            |
| Бэйцзин Жэньхэ | 9 июля 2019      | 12 ноября 2019   | 11         | 0          | 2          | 9          | 000,00     | [ 28 ]     |
| Аль-Шабаб      | 12 December 2019 | 18 July 2020     | 13         | 7          | 1          | 5          | 053,85     | [ 28 ]     |
| Мальорка       | 6 августа 2020   | 22 марта 2022    | 78         | 35         | 19         | 24         | 044,87     |            |
| Алавес         | 23 мая 2022      | наст. время      | 49         | 23         | 16         | 10         | 046,94     |            |
| Всего          | Всего            | Всего            | 765        | 314        | 207        | 244        | 041,05     | —          |